# Amblyaspis dolichosoma
Amblyaspis dolichosoma är en stekelart som beskrevs av Peter Neerup Buhl 2001. Amblyaspis dolichosoma ingår i släktet Amblyaspis och familjen gallmyggesteklar. Inga underarter finns listade i Catalogue of Life.